# Sehnsucht (álbum de Rammstein)
"Sehnsucht" é o segundo álbum de estúdio lançado pela banda Rammstein. Foi gravado nos estúdios Temple em Malta, entre 1996 e 1997, produzido novamente por Jacob Hellner. Foi lançado no dia 25 de agosto de 1997 sendo um grande sucesso de vendas. Em 13 de janeiro de 1998 foi lançado nos Estados Unidos pela Slash Records.
Em 2015 foi re-lançado em vinil, pela primeira vez lançado nesse formato, e incluído na coletânea "XXI", que comemora os 21 anos da banda. Em 8 de dezembro de 2017 foi lançado separadamente da coletânea. Em 2022 foi relançado comemorando os 25 anos do lançamento, recebendo uma embalagem em formato digipack, porém a edição comemorativa não foi amplamente divulgada por conta do lançamento do álbum "Zeit" pois o marketing da banda estava focado em divulgar o recém-lançado álbum. Em 15 de abril de 2023 a banda começou a anunciar pequenos teasers nas redes sociais, e em 18 de abril foi anunciado a "Anniversary Edition", edição de aniversário do álbum que recebeu uma nova edição da arte da capa, uma nova embalagem contendo uma caixa em formato digipack de 8 paineis tamanho blu-ray, vinil duplo nas cores preto e cinza, versão em cassete e áudio remasterizado em HD pela primeira vez, além de uma nova mixagem da música "Spiel mit mir". As versões em CD e vinil incluem um livreto de 40 páginas com as letras e fotografias re-editadas e inéditas dos ensaios promocionais da época, registradas pelo fotógrafo Gottfried Helnwein. A nova edição foi lançada no dia 9 de junho de 2023. O single "Du hast/Spiel mit mir" foi lançado no dia 12 de maio de 2023 no streaming e versão digital, e em 17 de maio em vinil exclusivo. Também em 12 de maio a banda re-lançou o vídeo de "Du hast" remasterizado em resolução 4K.

## História
A gravação do álbum começou em novembro de 1996, quando Rammstein e seu produtor, Jacob Hellner, entraram nos estúdios Temple, em Malta.
No total, 13 músicas foram gravadas para o álbum, sendo as 11 faixas encontradas no álbum, além de "Das Modell" e "Kokain", sendo estas duas últimas lançadas no single Das Modell. "Alter Mann", "Sehnsucht", "Spiel mit mir", "Bück dich", "Bestrafe mich" e "Tier" já haviam sido tocadas ao vivo antes de a banda entrar no estúdio ("Alter Mann", já havia sido composta em 1994).

## Faixas

### Edição padrão
Todas as faixas escritas e compostas por Rammstein, exceto "Sehnsucht", composta por Rammstein e Orgasm Death Gimmick, e "Tier", por Rammstein e Jürgen Engler.. 
| N.º            | Título                   | Duração |  |
| 1.             | "Sehnsucht"              | 4:04    |  |
| 2.             | "Engel"                  | 4:24    |  |
| 3.             | "Tier"                   | 3:46    |  |
| 4.             | "Bestrafe mich"          | 3:36    |  |
| 5.             | "Du Hast"                | 3:54    |  |
| 6.             | "Bück dich"              | 3:21    |  |
| 7.             | "Spiel mit mir"          | 4:45    |  |
| 8.             | "Klavier"                | 4:22    |  |
| 9.             | "Alter Mann"             | 4:22    |  |
| 10.            | "Eifersucht"             | 3:35    |  |
| 11.            | "Küss mich (Fellfrosch)" | 3:30    |  |
| Duração total: | Duração total:           | 43:54   |  |

### Edição norte americana
Todas as faixas escritas e compostas por Rammstein, exceto "Stripped", escrita por Martin Gore. 
| N.º            | Título         | Duração |  |
| 12.            | "Stripped"     | 4:04    |  |
| Duração total: | Duração total: | 48:20   |  |

### Edição japonesa
| N.º            | Título                                 | Duração |  |
| 12.            | "You hate" (Du hast - English Version) | 3:54    |  |
| 13.            | "Angel" (Engel - English Version)      | 4:25    |  |
| Duração total: | Duração total:                         | 52:13   |  |

### Edição francesa
| N.º            | Título                                   | Duração |  |
| 12.            | "Rammstein" (Eskimos & Egypt Radio Edit) | 3:41    |  |
| 13.            | "Du riechst so gut '98"                  | 3:54    |  |
| 14.            | "Du hast" (Remix por Clawfinger)         | 5:24    |  |
| Duração total: | Duração total:                           | 56:53   |  |

### Edição australiana
| N.º            | Título                                               | Duração |  |
| 1.             | "Asche zu Asche"                                     | 3:51    |  |
| 2.             | "Spiel mit mir" (Live Version)                       | 5:22    |  |
| 3.             | "Laichzeit" (Live Version)                           | 5:14    |  |
| 4.             | "Wollt ihr das Bett in Flammen sehen" (Live Version) | 5:52    |  |
| 5.             | "Engel" (Live Version)                               | 5:57    |  |
| 6.             | "Asche zu Asche" (Live Version)                      | 3:24    |  |
| Duração total: | Duração total:                                       | 29:40   |  |

Inclui um disco bônus com o mesmo conteúdo do single "Asche zu Asche".

### Edição de aniversário
| N.º | Título                     | Duração |  |
| 12. | "Spiel mit mir" (2023 Mix) |         |  |

Inclui uma nova mixagem de "Spiel mit mir"

## Desempenho nas paradas
| Parada                                | Posição |
| ------------------------------------- | ------- |
| Austrália (ARIA)                      | 25      |
| Áustria (Ö3 Austria Top 40)           | 1       |
| Bélgica (Ultratop Flandres)           | 50      |
| Países Baixos (Dutch Charts)          | 28      |
| França (SNEP)                         | 76      |
| Alemanha (Offizielle Deutsche Charts) | 1       |
| Nova Zelândia (RMNZ)                  | 23      |
| Suécia (Sverigetopplistan)            | 17      |
| Suíça (Schweizer Hitparade)           | 3       |
| Estados Unidos (Billboard 200)        | 45      |

### Paradas de fim de ano
| Parada (1997) | Posição |
| ------------- | ------- |
| Alemanha      | 6       |
| Parada (1998) | Posição |
| Alemanha      | 40      |

## Histórico de lançamento
| País                   | Data                  | Gravadora                     | Formato                                                         | Catálogo                                  |
| ---------------------- | --------------------- | ----------------------------- | --------------------------------------------------------------- | ----------------------------------------- |
| Europa                 | 25 de agosto de 1997  | Motor Music                   | CD, Cassete                                                     | 537 304-2 537 304-4                       |
| França                 | 1998                  | Motor Music, XIII BIS Records | CD Edição limitada (numerada)                                   | 187952                                    |
| Estados Unidos, Canadá | 13 de janeiro de 1998 | Motor Music, Slash Records    | CD, Cassete                                                     | 314-539 901-2 314 539 901-4               |
| Japão                  | 1 de julho de 1998    | Motor Music, Polydor          | CD                                                              | POCP-7299                                 |
| Austrália              | 17 de janeiro de 2001 | Motor Music                   | CD Duplo                                                        | 549 617-2                                 |
| Europa                 | 8 de dezembro de 2017 | Universal Music               | LP                                                              | 2729666                                   |
| Europa                 | 29 de outubro de 2021 | Universal Music               | CD                                                              | 0602435838007                             |
| Mundo                  | 9 de junho de 2023    | Universal Music               | CD, LP Duplo, Cassete, Streaming Edição comemorativa de 25 anos | 0602448220837 0602448220752 0602455416964 |

## Recepção pela crítica
| Críticas profissionais | Críticas profissionais |
| Avaliações da crítica  | Avaliações da crítica  |
| Fonte                  | Avaliação              |
| ---------------------- | ---------------------- |
| allmusic               | link                   |
| Rolling Stone          | link                   |
| Q                      | link                   |

Em 2020, a Metal Hammer incluiu o lançamento em sua lista dos 10 melhores álbuns de 1997 e também em sua lista de 20 melhores álbuns de metal do mesmo ano.